# جيمس كارفيل
جيمس كارفيل (بالإنجليزية: James Carville)‏ (و. 1944 – م) هو محام، ومدرس من الولايات المتحدة الأمريكية .
وهو عضو في الحزب الديمقراطي الأمريكي .

## التعليم
تعلم في جامعة ولاية لويزيانا.

## مناصب وهيئات
أدار جامعة تولين.

## روابط خارجية
- جيمس كارفيل على موقع IMDb (الإنجليزية)
- جيمس كارفيل على موقع الموسوعة البريطانية (الإنجليزية)
- جيمس كارفيل على موقع إن إن دي بي (الإنجليزية)
- جيمس كارفيل على موقع قاعدة بيانات الفيلم (الإنجليزية)